# جوناثان لوغران
جوناثان لوغران (بالإنجليزية: Jonathan Loughran)‏ هو ممثل أمريكي، ولد في 1966 في الولايات المتحدة.

## أعمال

### أفلام
- (1999) الأب الكبير[1]
- (2003) اقتل بيل الجزء 1[2]
- (2003) إدارة الغضب[3]
- (2007) أنا الآن أعلن أنكما تشاك ولاري[4][5]
- (2007) المضاد للموت[6][7]
- (2010) البالغون[8][9][10]
- (2015) بيكسلز

## وصلات خارجية
- جوناثان لوغران على موقع IMDb (الإنجليزية)
- جوناثان لوغران على موقع ميوزك برينز (الإنجليزية)
- جوناثان لوغران على موقع قاعدة بيانات الفيلم (الإنجليزية)